# Upplands runinskrifter 607
Upplands runinskrifter 607, nederst på bilden, är ett försvunnet vikingatida runstensfragment av sandsten i Västra Ryds kyrka, Västra Ryds socken och Upplands-Bro kommun. Fragmentet är omkring 0,60 meter högt och 0,75 meter brett. Fragmentet innehåller endast slingor och några runor.

## Inskriften
Translitterering av runraden:
§P [...iuiþ...] 
§Q [... siriþ ... gyriþ ... ...tu : ke... ...]
Normalisering till runsvenska:
§P ... 
§Q ... Sigrið ... Gyrið ... [le]tu(?) gæ[rva](?) ...
Översättning till nusvenska:
... Sigrið ... Gyrið ... lät(?) göra(?) ...